# Фердинанд Шварценберґ
Фердинанд Шварценберґ  (нар. 17 липня 1989, Цюріх) — князь, чесько-швейцарський аристократ, член династії Шварценберґів.
Повне ім'я Фердинанд Карел Бедржих Ян Непомук Якуб Олексій князь Шварценберзький; чеською: Ferdinand Karel Bedřich Jan Nepomuk Jakub Alexius princ ze Schwarzenbergu.

## Життєпис
Народився 17 липня 1989 року в Цюріху як друга дитина та перший син у родині князя Бедржиха Шварценберґа (1940-2014) та його дружина Регули.
Він провів своє дитинство в Швейцарії. З кінця 1990-х переїздить до Чехії, де його сім'я володіє маєтком у Nové Dvór u Cerhonice, поблизу Пісек.
У 2006-2009 роках відвідував німецьку гімназію в Празі. Потім два роки служив у швейцарській армії та пішов у запас у чині лейтенанта. Пізніше навчався в Маастрихтському університеті в Нідерландах.
13 травня 2023 року він одружився з Марією Фрілінґ, яка походить з родини імператриці Марії Терезії. Мати дружини походила з австрійської шляхти, батько з родини бельгійського промисловця.

## Нагороди
- Почесний і відданий лицар Суверенного Мальтійського лицарського ордену
- Баварський лицарський орден св. Юрія
- Єрусалимський хрест паломників
- Медаль за паломництво до Люрду
- Пам'ятна медаль до 50-річчя паломництва до Люрду.